# امبازاک
امبازاک (به فرانسوی: Ambazac) یک کمون در فرانسه است که در Canton of Ambazac واقع شده‌است.

## خصوصیات
امبازاک ۵۷٫۸۳ کیلومترمربع مساحت و ۵٬۲۷۰ نفر جمعیت دارد.